# Publius Vatinius
Publius Vatinius (* um 95 v. Chr.; † nach 42 v. Chr.) war ein römischer Politiker in den letzten Jahrzehnten der römischen Republik.

## Leben
Die Familie des Vatinius stammte aus Reate, dem heutigen Rieti. 63 v. Chr., im Jahr von Marcus Tullius Ciceros Konsulat, war er Quästor. Cicero sandte ihn nach Puteoli, um Edelmetallausfuhren zu verhindern, musste ihn jedoch bald wieder zurückrufen, weil die Bevölkerung sich über die Ausbeutung beschwerte. Später datierte Cicero den Ausbruch seiner kriminellen Energie in diese Zeit. Im folgenden Jahr ging Vatinius als Legat unter dem Prokonsul Gaius Cosconius in die spanische Provinz Hispania citerior.
59 v. Chr. bekleidete Vatinius das Amt des Volkstribuns und diente als solcher dem Konsul Gaius Iulius Caesar und dessen Partnern im Triumvirat, Gnaeus Pompeius Magnus und Marcus Licinius Crassus. Er brachte zahlreiche Gesetze ein, u. a. über die Besetzung von Gerichtshöfen oder die Gründung einer Kolonie in Novum Comum, vor allem aber ein Gesetz, das Caesar die Provinzen Gallia cisalpina und Illyrien für fünf Jahre als Prokonsul anvertraute. Laut der Anklage Ciceros bediente er sich dabei Gewaltandrohungen gegen die Auguren und Caesars Kollegen Marcus Calpurnius Bibulus. Auch bei anderen Gesetzeseingaben war Vatinius Caesar nützlich, indem er mit seinen Schlägertrupps die politischen Gegner einschüchterte. Er war auch in die Vettius-Affäre verwickelt.
Nach seinem Amtsjahr als Volkstribun begleitete Vatinius Caesar als Legat nach Gallien. Noch als Legat kehrte er 56 v. Chr. nach Rom zurück, um für die Prätur zu kandidieren. Als Zeuge vor Gericht belastete er den von Cicero verteidigten Publius Sestius. Cicero antwortete darauf mit der Rede In P. Vatinium, die eine Aufzählung von Vatinius’ schlechten Eigenschaften und Untaten ist.
Als 55 v. Chr. Pompeius und Crassus Konsuln wurden, sorgten sie dafür, dass ihr Parteigänger Vatinius zum Prätor gewählt wurde. Nach seiner Amtszeit wurde Vatinius vom Redner Gaius Licinius Macer Calvus der Korruption angeklagt. Trotz seiner Vorbehalte verteidigte Cicero ihn. Vatinius wurde freigesprochen und kehrte 51 v. Chr. als Legat zu Caesar zurück, bei dem er auch nach Beginn des Bürgerkriegs blieb.
Am Fluss Apsus in Epirus sandte Caesar im Jahr 48 v. Chr. Vatinius mit einem Friedensangebot zu Pompeius. Doch während dieser mit Titus Labienus verhandelte, wurden sie aus dem Hinterhalt mit Pfeilen beschossen. Vatinius konnte zwar unverletzt entkommen, doch die Friedensverhandlungen waren damit beendet. Später verteidigte Vatinius Brundisium gegen einen Teil von Pompeius’ Flotte und nahm dort Ende des Jahres Cicero auf. Im folgenden Jahr 47 v. Chr. schlug er trotz schwerer Krankheit Marcus Octavius, einen Anhänger des Pompeius, in einer Seeschlacht und eroberte Illyrien für Caesar. Für seine Leistungen wurde er mit dem Amt des Konsuls für das laufende Jahr 47 v. Chr. belohnt, das er mit seinem Kollegen Quintus Fufius Calenus erst gegen Ende des Jahres antrat, worüber Cicero spöttische Bemerkungen machte.
Ab dem Jahr 45 v. Chr. war Vatinius als Prokonsul Statthalter von Illyricum, das er mit drei Legionen vollständig zurückeroberte. Für seine Erfolge wurde er zum Imperator ausgerufen. Nach Caesars Ermordung bereitete Vatinius die Verteidigung der Region gegen Marcus Iunius Brutus vor und begab sich zu diesem Zweck nach Dyrrachium (Durrës), doch liefen seine Legionen zu Brutus über. Vatinius konnte dies nicht verhindern. Entgegen Ciceros tendenziöser Behauptung, Vatinius habe Dyrrachium und das Heer Brutus ausgeliefert, ist davon auszugehen, dass er ein entschiedener Gegner der Mörder Caesars blieb. Ende 44 oder Anfang 43 kehrte er nach Italien zurück. Für das Jahr 43 wird über seine Aktivitäten nichts berichtet. Am 31. Juli 42 v. Chr. feierte er für seine Erfolge in Illyrien einen Triumph. Nach dieser Erwähnung in den Kapitolinischen Fasten ist über ihn nichts mehr bekannt.
Seit 47 v. Chr. war Vatinius (als Nachfolger des Appius Claudius Pulcher) Augur, ein Amt, das er schon in den 50er Jahren vergeblich angestrebt hatte.

## Verhältnis zu den Pythagoreern
Cicero behauptet, Vatinius habe sich als Pythagoreer bezeichnet und an geheimen Riten teilgenommen, wobei es auch zu Ritualmorden an Kindern gekommen sei. Die Behauptung, es seien Menschen geopfert worden, wird jedoch von der Forschung als Verleumdung betrachtet. Wahrscheinlich hatte Vatinius Interesse an den religiös-philosophischen Lehren der Pythagoreer. Ob er tatsächlich einer Pythagoreergruppe angehörte, etwa dem Kreis um Publius Nigidius Figulus, ist ungewiss.